# Dolicholatirus bairstowi
Dolicholatirus bairstowi là một loài ốc biển, là động vật thân mềm chân bụng sống ở biển trong họ Fasciolariidae.

## Miêu tả
Loài này có kích thước từ 18 đến 37 mm

## Phân bố
Loài này phân bố dọc theo khu vực KwaZuluNatal thuộc Cộng hòa Nam Phi.

## Hình ảnh

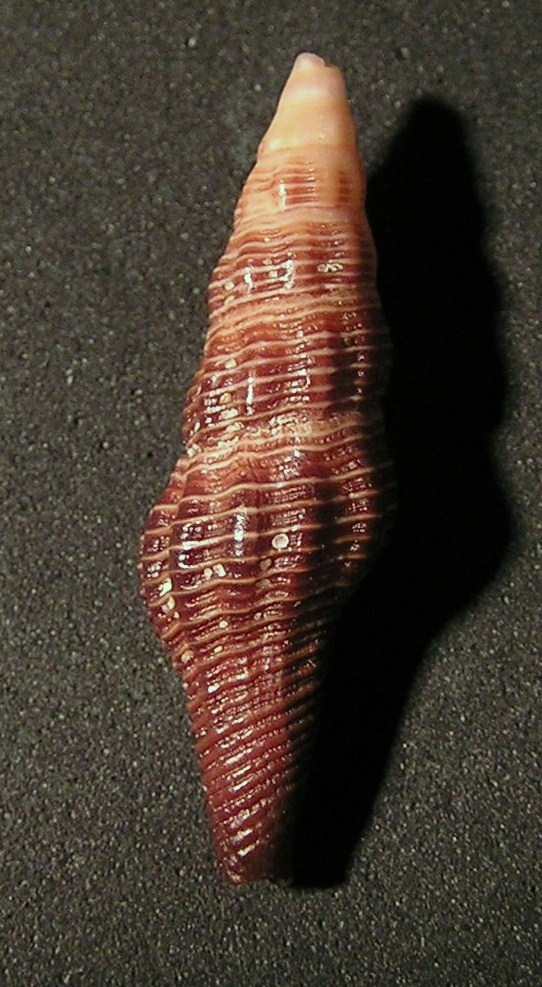